# Ivan Padělek
Ivan Padělek (10. prosince 1974, Jihlava, Československo) je bývalý český hokejista. Hrál na postu útočníka. Jeho bratrem je hokejista Aleš Padělek.

## Hráčská kariéra
- 1992-93 HC Dukla Jihlava
- 1993-94 HC Dukla Jihlava
- 1994-95 HC Dadák Vsetín
- 1995-96 HC Petra Vsetín
- 1996-97 HC Petra Vsetín, HC Kometa Brno CZE 2
- 1997-98 HC Petra Vsetín, HC Dukla Jihlava
- 1998-99 HC Slovnaft Vsetín, HC Dukla Jihlava
- 1999-00 HC Vítkovice, HC Dukla Jihlava CZE 2
- 2000-01 HC Vítkovice
- 2001-02 HC Vítkovice
- 2002-03 HC Vítkovice
- 2003-04 HC Vítkovice
- 2004-05 HC Dukla Jihlava, HC Vítkovice
- 2005-06 HC Vítkovice, HC Oceláři Třinec
- 2006-07 HC Oceláři Třinec, HC Dukla Jihlava, Amur Chabarovsk Rusko
- 2007-08 HC Kometa Brno CZE 2
- 2008-09 HC Kometa Brno CZE 2
- 2009-10 HC Plzeň 1929, HC Tábor CZE 2
- 2010-11 HC Tábor CZE 2